# 難達島
77°40′S 166°22′E / 77.667°S 166.367°E

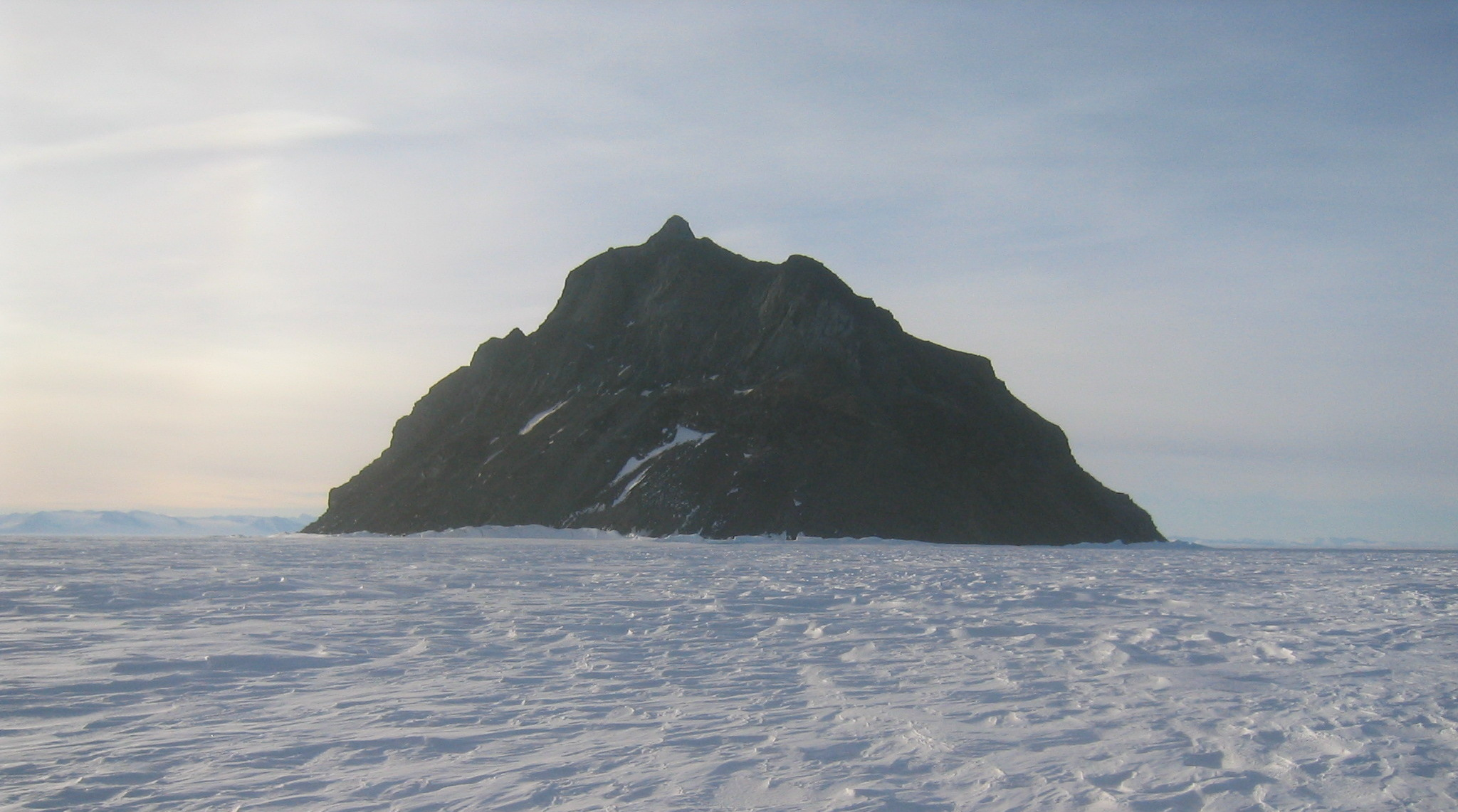

難達島是南極洲的島嶼，屬於德爾布里奇群島的一部分，位於羅斯海，長1.5公里、寬0.5公里，面積0.6平方公里，最高點海拔高度95米，島上無人居住，該島在1901年至1904年期間由英國極地探險家羅伯特·斯科特發現。